# 拉彼鲁兹伯爵让-弗朗索瓦·德·加洛

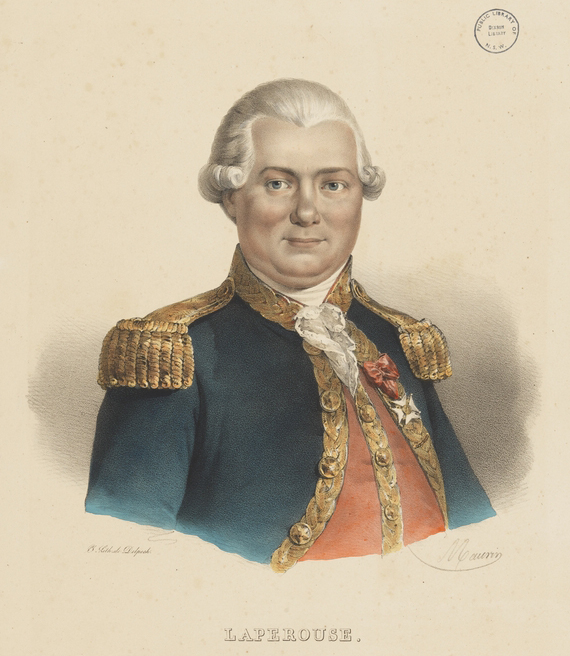
拉彼鲁兹伯爵让-弗朗索瓦·德·加洛

拉彼鲁兹伯爵让-弗朗索瓦·德·加洛（法語：Jean François de Galaup, comte de Lapérouse，1741年8月23日—1788年？），法国海军军官、探险家。
出生在法国南部的阿尔比，早年曾在耶稣会学校中学习，15岁进入布雷斯特的海军学校学习。七年战争期间，他在北美同英国作战，在西印度群岛击败英国护卫舰，被提拔为准将。

拉彼鲁兹船队的航线

1785年，他奉国王路易十六及海军大臣卡斯特里侯爵之命，带领一支探险队环游世界。该探险队的目标是完成詹姆斯·库克对太平洋的探索，修正并完善该地区的地图，并建立贸易联系、开辟新的海上航线，丰富法国科学及科学收藏。他率领两艘船、114人，于8月1日离开布雷斯特出发。随行的船员中有10名是科学家，其中包括天文学家兼数学家Joseph Lepaute Dagelet、地理学家Robert de Lamanon、植物学家兼物理学家Joseph Hugues Boissieu La Martinière、三名自然科学家以及三名画家（包括Gaspard Duché de Vancy）。
拉彼鲁兹伯爵的船队绕过合恩角，来到智利，1786年4月9日抵达复活节岛。此后他驶向夏威夷群岛，成为第一个登上茂伊岛的欧洲人。随后他又访问了阿拉斯加、加利福尼亚、澳门、马尼拉、臺灣、朝鲜半岛、萨哈林岛、北海道、千岛群岛、萨摩亚、汤加、诺福克岛、新南威尔士、新喀里多尼亚等地。他的船队驶往所罗门群岛的时候失踪，此后再也没有他的消息。根据爱尔兰探险家Peter Dillon的目击证实，拉彼鲁兹的船队在所罗门群岛触礁，幸存者遭到岛上原住民的屠杀。屠杀幸存者造了一艘小船离开岛屿，此后再也没有他们的消息。
北海道与萨哈林岛之间的海峡被命名为拉彼鲁兹海峡（日本称宗谷海峡），以纪念他的功绩。月球正面的拉彼鲁兹环形山以他的名字命名。